# King Armored Car
La King Armored Car era una autoblindo prodotta dalla Armored Motor Car Company (AMC). È stato il primo veicolo corazzato prodotto negli Stati uniti e venne ordinato nel 1916 dal Corpo dei Marines degli Stati uniti ed equipaggiò il 1st Marine Armored Car Squadron. Questa unità è stata la prima unità dotata di veicoli corazzati statunitense.

## Descrizione
Il veicolo era dotato di una mitragliatrice modello M1895 della Colt-Browning o modelli precedenti, installata in una torretta che proteggeva il mitragliere dal fuoco delle armi leggere. Il mezzo era pensato per essere facilmente trasportabile. Poteva essere sia fatto sbarcare come veicolo integro che trasportato a riva su delle lance suddiviso in piccole parti che venivano poi riassemblate una volta a terra. Il veicolo però non fu un successo e si dimostrò poco affidabile. Questo problema venne amplificato dalla mancanza di meccanici qualificati, dalla scarsità di pezzi di ricambio.

## Impiego
I veicoli furono tutti assegnati al 1st Marine Armored Car Squadron che però non venne inviato in Europa con il Corpo di spedizione statunitense nella prima guerra mondiale. Lo Squadrone venne disciolto nel 1921. Cinque veicoli rimasero in uso ad Haiti e Santo Domingo fino al 1927. Tutti gli esemplari vennero definitivamente ritirati nel 1934.